# High Energy Transient Explorer
High Energy Transient Explorer neboli HETE byly astronomické družice zaměřená na studium gama záblesků v ultrafialovém, rentgenovém a gama spektru. Na projektu spolupracovala NASA se zahraničními partnery, hlavně z Japonska a Francie. Družice dokázala zaměřit gama záblesk s přesností ~10" a v reálném čase odeslat pozici pozemním stanicím, které prováděly následné pozorování ve viditelném, infračerveném a radiovém pásmu. Celkem byly vypuštěny dvě družice HETE, ale kvůli poruše nosné rakety se první družice neoddělila a mise byla neúspěšná. Start druhé družice, HETE-2, se konal 9. října 2000 na atolu Kwajalein a byl úspěšný.

## HETE
Start se konal 4. listopadu 1996 na Wallops Flight Facility pomocí rakety Pegasus. HETE měla být vynesena společně s Argentinskou vědeckou družicí SAC-B, ale během separace od třetího stupně nosné rakety došlo k selhání, výbušné šrouby neexplodovaly a obě družice zůstaly spojeny se třetím stupněm Pegasu. Družice nemohla vysunout solární panely a několik dní po startu ztratila energii. Tělesa zůstala spojena na oběžné dráze až do 7. dubna 2002, kdy vstoupila do atmosféry a zanikla. Ve značení COSPAR dostala číslo 1996-061A.

## HETE-2
Pro NASA ji postavil a provozuje Massachusettský technologický institut (MIT). Na vědeckém programu se dále podílejí organizace Centre National d'Etudes Spatiales (CNES) a Centre d'Etude Spatiale des Rayonnements (CESR) z Francie, Institute of Physical and Chemical Research (RIKEN) z Japonska a University of California a University of Chicago z USA.
Vědecké přístroje družice jsou:
- gama teleskop a spektrometr FREGATE (French Gamma Telescope) pro detekci záblesků záření gama o energiích 6-400 keV (CESR, Francie)
- širokoúhlý monitor rentgenového záření WXM (Wide-Field X-ray Monitor) o energiích 2-25 keV (RIKEN, Japonsko; LANL, USA)
- kamera SXC (Soft X-ray Camera) pracující v oboru měkkého rentgenového záření 0,5-10 keV (MIT-CSR, USA)

Hlavní pozemní stanice se nachází v areálu Massachusetts Institute of Technology v USA. Data jsou zpracovávána především Goddardově kosmickém středisku (GSFC), středisku NASA v Greenbelt v Marylandu, které též koordinuje pozorování zjištěných gama záblesků dalšími družicemi i pozemními observatořemi.